# Macrotrachela samali
Macrotrachela samali is een raderdiertjessoort uit de familie Philodinidae. De wetenschappelijke naam van deze soort is voor het eerst geldig gepubliceerd in 1948 door Bartos.